# Лесофе, Малефетсане
Малефетсане Лесофе (англ. Malefetsane Lesofe; род. 22 марта 1996) — лесотский шоссейный велогонщик и маунтинбайкер.

## Карьера
Призёр чемпионата Лесото шоссейному велоспорту и парной маунтинбакерской гонки Лесото Скай. Выступал на чемпионате Африки по шоссейному велоспорту.
В 2014 году принял участие в Летних юношеских Олимпийских играх 2014.
В апреле 2016 году на проходившем в Лесото чемпионате Африки по маунтинбайку стал призёром в смешанной командной эстафете (с Кабонина Кого, Фетесто Монесе и Ликелели Маситисе).
В 2018 году на Играх Содружества 2018 проходивших в Голд-Косте, (Австралия) выступил в групповой гонке, но не смог финишировать как ещё 64 гонщика.

## Достижения

### Шоссе
2021
2-й на Чемпионат Лесото — групповая гонка
2022
2-й на Чемпионат Лесото — групповая гонка

#### Рейтинги
| Год                 | 2021   | 2022   |
| ------------------- | ------ | ------ |
| Мировой рейтинг UCI | 1190-й | 1307-й |
| Африканский тур UCI | 52-й   | 68-й   |
|                     |        |        |
| Источник: UCI       |        |        |

### Маунтинбайк
2014
 Чемпионат Лесото — кросс-кантри U19
2016
 Чемпионат Африки — смешанная эстафета (с Кабонина Кого, Фетесто Монесе и Ликелели Маситисе)
4-й на Лесото Скай
2019
3-й на Лесото Скай